# Ладегаст, Фридрих
Фридрих Ладегаст (30 августа 1818, Хермсдорф (ныне Цетлиц, район Средняя Саксония, земля Саксония, Германия) — 30 июня 1905, Вайсенфельс) — немецкий органный мастер эпохи романтизма.

## Биография

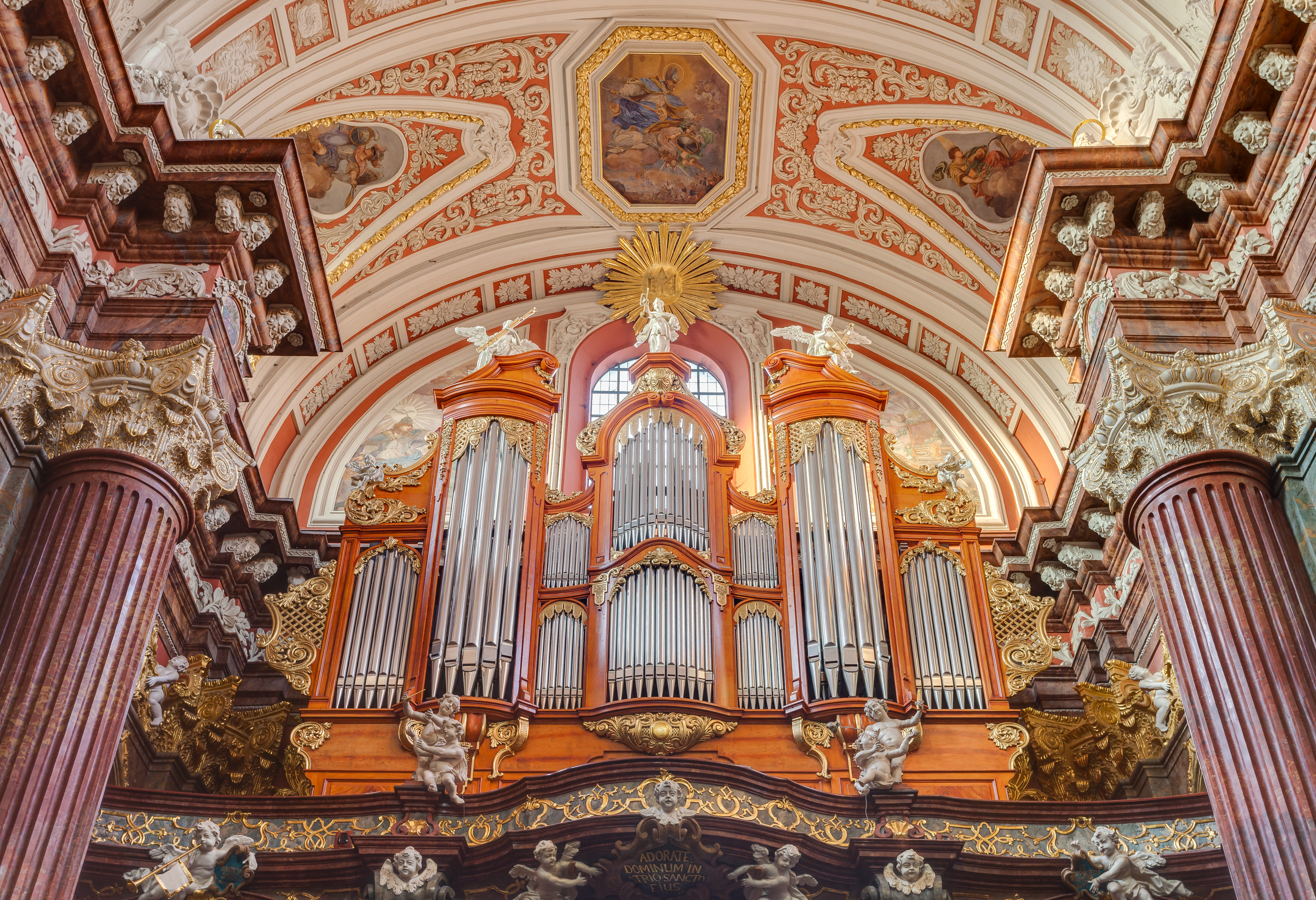
Орган работы Фридриха Ладегаста в приходской церкви Познани (Польша)

Родился в семье столяра-краснодеревщика. Начинал рабочим в мастерской своего брата Кристлиба, строителя органов в Герингсвальде. Уже в возрасте двадцати лет создал свои первые два органа. Внёс несколько усовершенствований в конструкцию органа — (швеллер, рычаги Баркера), стал известным мастером — изготовителем органов.
Вместе с сыном Оскаром (1859—1944) владел мастерской в Вайсенфельсе.
Создал около двухсот инструментов. Многие из них и сегодня звучат не только в Германии, но и в Польше, Латвии, Эстонии, Австрии, Чехии, Словакии и России. Самый большой из них — инструмент Кафедрального собора в немецком городе Шверине (1871).
Известные работы находятся в Мерзебургском соборе (построен в 1853—1855), Церкви св. Николая в Лейпциге (1858—1862), а также в Домском соборе Таллина (1878) и знаменитом концертном зале Музикферайн (1872) в Вене.
Единственный сохранившийся в России инструмент работы Ладегаста — это старейший из ныне звучащих исторических органов страны. Он был изготовлен в 1868 году как салонный инструмент для потомственного почётного гражданина Москвы — Василия Алексеевича Хлудова и установлен в его доме на Новой Басманной улице.
В 1886 году Василий Хлудов подарил свой орган Московской консерватории и финансировал его перенос и ремонт. Дирекция Московского отделения Российского музыкального общества направила Хлудову благодарственное письмо. Его подписали композиторы Чайковский и Танеев, издатель Пётр Юргенсон.
В 1898 году орган установили в Малом зале Московской консерватории. Более полувека он был основным репетиционным и концертным инструментом зала. На нём выросла вся московская школа органистов — в их числе такие выдающиеся музыканты, как Борис Сабанеев, Александр Гедике, Михаил Старокадомский, Гарри Гродберг, Леонид Ройзман, Сергей Дижур, Олег Янченко.
В конце 1950-х инструмент переместили в концертный зал Московской музыкальной школы имени Прокофьева. В конце 1980-х орган демонтировали и вывезли в Церковь Троицы в Кожевниках. А пять лет спустя инструмент был принят в фонды Музея музыки, — в плачевном состоянии. С 1996 года в течение двух лет инструмент реставрировался в Вильнюсской органной мастерской под руководством Римантаса Гучаса, в сентябре 1998 года он был открыт.

## Награды
- Орден Вендской короны